# 대니 레돈

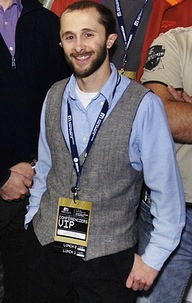

대니 레돈(Danny Ledonne, 1982년 1월 18일 생)은 미국의 영화감독이다.